# پیلار، سورسوگون
پیلار، سوروسوگون (به لاتین: Pilar, Sorsogon) یک منطقهٔ مسکونی در فیلیپین است که در سوروسوگون واقع شده‌است. پیلار ۲۴۸٫۰۰ کیلومترمربع مساحت و ۷۴٬۵۶۴ نفر جمعیت دارد.